# أولكسندر شفتشينكو
أولكسندر شفتشينكو (بالأوكرانية: Шевченко Олександр Григорович)‏ (24 أكتوبر 1992 بكييف في أوكرانيا - ) هو لاعب كرة قدم أوكراني في مركز الدفاع.

## وصلات خارجية
- أولكسندر شفتشينكو على موقع اتحاد أوكرانيا (الإنجليزية)
- أولكسندر شفتشينكو على موقع قاعدة بيانات كرة القدم.إي يو (الإنجليزية)
- أولكسندر شفتشينكو على موقع Soccerway.com (الإنجليزية)